# Internationale Filmfestspiele von Cannes 1981
Die 34. Internationalen Filmfestspiele von Cannes 1981 fanden vom 13. Mai bis zum 27. Mai 1981 statt.

## Wettbewerb
Im Wettbewerb des diesjährigen Festivals wurden folgende Filme gezeigt:
| Filmtitel                                         | Regisseur                    | Produktionsland                 | Darsteller (Auswahl)                                       |
| Ausgerechnet ihr Stiefvater                       | Bertrand Blier               | Frankreich                      | Patrick Dewaere, Maurice Ronet                             |
| Die Ballade von Lucy Jordan                       | Dušan Makavejev              | Schweden, Großbritannien        | Susan Anspach, Erland Josephson                            |
| Cserepek                                          | István Gaál                  | Ungarn                          | Zygmunt Malanowicz                                         |
| Der Einzelgänger                                  | Michael Mann                 | USA                             | James Caan, Tuesday Weld, Willie Nelson                    |
| Engel aus Eisen                                   | Thomas Brasch                | Deutschland                     | Hilmar Thate, Katharina Thalbach, Karin Baal               |
| Erwartungen und Enttäuschungen - Looks and Smiles | Ken Loach                    | Großbritannien                  |                                                            |
| Excalibur                                         | John Boorman                 | USA, Großbritannien             | Nigel Terry, Helen Mirren, Nicholas Clay                   |
| Der Fakt                                          | Almantas Grikevičius         | Sowjetunion                     |                                                            |
| Der Feuerkopf                                     | Pirjo Honkasalo, Pekka Lehto | Finnland                        |                                                            |
| Die Haut                                          | Liliana Cavani               | Italien, Frankreich             | Marcello Mastroianni                                       |
| Heaven’s Gate                                     | Michael Cimino               | USA                             | Kris Kristofferson, Christopher Walken, Isabelle Huppert   |
| Ein jeglicher wird seinen Lohn empfangen…         | Claude Lelouch               | Frankreich                      | Robert Hossein, Nicole Garcia, Geraldine Chaplin           |
| Lichtjahre entfernt                               | Alain Tanner                 | Schweiz, Frankreich             | Trevor Howard                                              |
| Der Mann aus Eisen*                               | Andrzej Wajda                | Polen                           | Jerzy Radziwiłowicz, Krystyna Janda, Marian Opania         |
| Mephisto                                          | István Szabó                 | Ungarn, Deutschland, Österreich | Klaus Maria Brandauer, Krystyna Janda, Rolf Hoppe          |
| Passion der Liebe                                 | Ettore Scola                 | Italien, Frankreich             | Bernard Giraudeau, Laura Antonelli, Jean-Louis Trintignant |
| Patrimonio nacional                               | Luis García Berlanga         | Spanien                         |                                                            |
| Possession                                        | Andrzej Żuławski             | Frankreich, Deutschland         | Isabelle Adjani, Sam Neill, Heinz Bennent                  |
| Quartett                                          | James Ivory                  | Großbritannien, Frankreich      | Alan Bates, Maggie Smith, Isabelle Adjani                  |
| Schnee                                            | Juliet Berto                 | Frankreich, Belgien             | Juliet Berto                                               |
| Die Stunde des Siegers                            | Hugh Hudson                  | Großbritannien                  | Nicholas Farrell, Nigel Havers, Ian Charleson              |
| Die Tragödie eines lächerlichen Mannes            | Bernardo Bertolucci          | Italien                         | Ugo Tognazzi, Anouk Aimée, Laura Morante                   |

* = Goldene Palme

## Internationale Jury
Jacques Deray war in diesem Jahr Jurypräsident. Er stand folgender Jury vor: Ellen Burstyn, Jean-Claude Carrière, Robert Chazal, Attilio D’Onofrio, Christian Defaye, Carlos Diegues, Antonio Gala, Andrei Petrow und Douglas Slocombe.

## Preisträger
- Goldene Palme: Der Mann aus Eisen
- Großer Preis der Jury: Lichtjahre entfernt
- Bester Schauspieler: Ugo Tognazzi in Die Tragödie eines lächerlichen Mannes
- Beste Schauspielerin: Isabelle Adjani für ihre Darstellungen in den Filmen Possession und Quartett
- Bester Schauspieler in einer Nebenrolle: Ian Holm in Die Stunde des Siegers
- Beste Schauspielerin in einer Nebenrolle: Jelena Solowej in Der Fakt
- Bestes Drehbuch: István Szabó für Mephisto
- Herausragende künstlerische Einzelleistung: John Boorman für Excalibur
- Technikpreis für den herausragenden Ton: Ein jeglicher wird seinen Lohn empfangen

## Weitere Preise
- FIPRESCI-Preis: Mephisto
- Preis der Ökumenischen Jury: Der Mann aus Eisen
- Young Cinema Award: Erwartungen und Enttäuschungen – Looks and Smiles von Ken Loach und Schnee von Juliet Berto